# Handball-DDR-Meisterschaft (Frauen) 1949/50
Mit der Handball-DDR-Meisterschaft der Frauen 1949/50 wurde zum ersten Mal der DDR-Meister im Feldhandball ermittelt. Zuvor hatte es eine Ostzonen-Meisterschaft gegeben. Meister im Hallenhandball wurde die BSG Vorwärts Südwest Leipzig.
Die Meisterschaft wurde unter fünf Mannschaften im April und Mai 1950 ausgetragen. Jede Mannschaft hatte zwei Heim- und zwei Auswärtsspiele.
Mit je 6:2 Punkten lagen die BSG Vorwärts Südwest Leipzig und die BSG KWU Weimar an der Tabellenspitze. Weitere Teilnehmer waren die BSG Fortschritt Wismar, die BSG Schuhmetro Weißenfels und die ZSG Textil Cottbus.
Das Entscheidungsspiel am 4. Juni 1950 gewann Vorwärts Südwest Leipzig gegen die BSG KWU Weimar klar mit 11:3.